# Medardo Joseph Mazombwe
Medardo Joseph Mazombwe (Chundamira, 24 settembre 1931 – Lusaka, 29 agosto 2013) è stato un cardinale e arcivescovo cattolico zambiano.

## Biografia
Dopo gli studi, ha ricevuto l'ordinazione sacerdotale il 4 settembre 1960.
Dopo aver prestato servizio come sacerdote nel suo Paese, ha ricevuto la nomina vescovile da parte di papa Paolo VI, che lo nominò l'11 novembre 1970 vescovo di Chipata.
Ha ricevuto la consacrazione episcopale il 7 febbraio 1971 dall'arcivescovo di Lusaka Emmanuel Milingo. Nel 1980 inaugurò il seminario diocesano di Chipata, dedicato a Santa Maria.
Il 30 novembre 1996 papa Giovanni Paolo II lo ha nominato arcivescovo di Lusaka, dove successe al precedente arcivescovo, Adrian Mung'andu.
Ha guidato la Conferenza Episcopale della sua Nazione per ben tre volte: dal 1972 al 1975, dal 1988 al 1990 e, infine, dal 1999 al 2002. Ha anche presieduto la Conferenza Episcopale dell'Africa dell'Est dal 1979 al 1986.
Il 28 ottobre 2006 ha rassegnato le dimissioni dal governo pastorale dell'arcidiocesi per raggiunti limiti d'età.
Papa Benedetto XVI lo ha elevato al rango di cardinale con il titolo presbiterale di Santa Emerenziana a Tor Fiorenza nel concistoro del 20 novembre 2010.
Il 24 settembre 2011 ha compiuto ottant'anni, perdendo il diritto di prender parte al prossimo conclave.
Il 29 agosto 2013 è morto a Lusaka all'età di 81 anni. È sepolto nel cortile della cattedrale di Gesù Bambino di Lusaka.

## Genealogia episcopale e successione apostolica
La genealogia episcopale è:
- Cardinale Scipione Rebiba
- Cardinale Giulio Antonio Santori
- Cardinale Girolamo Bernerio, O.P.
- Arcivescovo Galeazzo Sanvitale
- Cardinale Ludovico Ludovisi
- Cardinale Luigi Caetani
- Cardinale Ulderico Carpegna
- Cardinale Paluzzo Paluzzi Altieri degli Albertoni
- Papa Benedetto XIII
- Papa Benedetto XIV
- Papa Clemente XIII
- Cardinale Marcantonio Colonna
- Cardinale Giacinto Sigismondo Gerdil, B.
- Cardinale Giulio Maria della Somaglia
- Cardinale Carlo Odescalchi, S.I.
- Cardinale Costantino Patrizi Naro
- Cardinale Lucido Maria Parocchi
- Papa Pio X
- Papa Benedetto XV
- Papa Pio XII
- Cardinale Eugène Tisserant
- Papa Paolo VI
- Arcivescovo Emmanuel Milingo
- Cardinale Medardo Joseph Mazombwe

La successione apostolica è:
- Arcivescovo Benjamin S. Phiri (2011)
- Vescovo Evans Chinyama Chinyemba, O.M.I. (2011)